# Live 1980
| Recensione | Giudizio |
| ---------- | -------- |
| AllMusic   | [ 1 ]    |

Live 1980 è il secondo album dal vivo di Sammy Hagar, uscito nel 1983.

## Tracce
1. Trans Am (Highway Wonderland) - 5:15 -  (Sammy Hagar)
2. Love or Money - 3:57 -  (Sammy Hagar)
3. Plain Jane - 2:26 -  (Sammy Hagar)
4. 20th Century Man - 3:59 -  (Sammy Hagar / Gary Pihl)
5. This Planet's on Fire (Burn in Hell) - 5:14 -  (Sammy Hagar)
6. In the Night (Entering the Danger Zone) - 1:26 -  (Sammy Hagar)
7. The Danger Zone - 5:00 -  (Sammy Hagar)
8. Space Station #5 - 4:27 -  (Sammy Hagar / Ronnie Montrose)
9. Someone out There - 3:42 -  (Sammy Hagar)

## Formazione
- Sammy Hagar - voce, chitarra
- Gary Pihl - chitarra, tastiere
- Bill Church - basso
- Chuck Ruff - batteria